# Lübeck lov
Lübeck-loven (tysk Lübisches (Stadt)Recht) var en samling kommunelove udviklet i Lübeck, som blev en fri rigsstad i 1226 og ligger i det nuværende Slesvig-Holsten. Det var den næstmest udbredte form for stadsret i middelalderen og det tidlige moderne Tyskland ved siden af Magdeburgrettighederne.
Lübeck-loven indebar et kommunalt selvstyre og administration, men ophævede ikke afhængigheden af en herre, uanset det var en biskop, hertug, konge eller, i Lübecks tilfælde, en kejser. I stedet tillod det byerne en vis grad af autonomi og selvhjulpenhed i lovgivningsmæssige, retlige og udøvende anliggender. Mens disse myndigheder var tildelt byrådet (Rat), repræsenterer Lübeck-loven en væsentlig modernisering af regeringsførelsen, idet en klasse af borgere i modsætning til adelige var ansvarlige for daglige regeringsanliggender.
Lübeck-loven er ikke analog med hanseloven. Hansestæderne vedtog enten Lübeckloven eller Magdeburgrettigheder.

## Historie
Lübeck startede med at udbrede sin styreform til andre byer omkring Østersøen. På det højeste havde omkring 100 byer en styreform baseret på loven. Den fungerer stadig som grundlag for tyske bylove i mange af disse byer. Senere i det 13. århundrede blev byer, der overvejende var styret af Lübeck-loven, samlet til en magtfuld handelssammenslutning, Hanseforbundet, som var et forbund med hovedkvarter i Lübeck. I det 15. århundrede var de på toppen af deres indflydelse, og dets store kontorer og mindre handelsstationer spredte sig over hele det nordlige Centraleuropa og de britiske øer. De var repræsenteret fra London til Veliky Novgorod og fra Trondheim til Frankfurt, og dominerede handel langt ud over tysktalende regioner og også i mange andre byer, end de der var underlagt Lübeck-loven.
Det tidligste latinske manuskript, der formidlede Lubeck-loven, er fra 1226, det ældste middelnedertyske manuskript til 1270. Den tidligste henvisning til et manuskript til Lübeck-loven er fra 1188. Lübeck-loven er påvirket af de købmænd fra Westfalen, der bosatte sig i Lübeck samt af den holstenske landlov og den slesvigske lov.
Lübeck-lovgivningen var udbredt i byer i hele Nord- og Nordøsttyskland (Niederdeutschland) indtil 1900, hvor den moderne tyske civillov (Bürgerliches Gesetzbuch) blev implementeret.

## Hovedprincip
Lübeck-loven fastsatte, at en by skulle styres af et råd (Rat), der havde 20 Ratsherrn (rådsmedlemmer). De blev ikke valgt af borgerne, men de ville udpege et nye medlemmer fra byens købmandslaug og var således selvsupplerende. Dette blev betragtet som nøglen til repræsentation af laugene i byens Råd. Funktionsperioden var i princippet 2 år, men Rådet kunne bede en Ratsherr om at blive i embedet, hvilket normalt skete, således at valget reelt blev på livstid.
Rådet valgte op til fire Bürgermeister (borgmester) blandt sine medlemmer, som delte regeringsmagten. Den "første borgmester", normalt den ældste af dem, fungerede som en primus inter pares (den første blandt ligemænd). Reglerne var gældende frem til midten af 1800-tallet, og borgmestrene blev i embedet, så længe de kunne. Der er eksempler fra middelalderen, hvor borgmestre i hansestæderne blev dømt til døden for mislykket politik.
Denne model af et bystyre forudsatte, at kun de mest erfarne, indflydelsesrige og personligt mest succesrige købmænd - og nogle få advokater, kaldet Syndics - blev medlemmer af Rådet . Det var også en regel, at en far og hans søn, eller brødre, aldrig måtte være medlemmer af Rådet på samme tid, så store rige familier ikke kunne få for stor indflydelse på byens politik.

## Byer med Lübeck lov
- Lübeck
- 1188 - Hamburg
- 1218 - Rostock
- 1226 - Wittenburg
- 1234 - Stralsund
- 1235 - Gdańsk
- 1236 - Plön
- 1238 - Itzehoe
- 1242 - Kiel
- 1243 - Tønder
- 1246 - Elbing (Elbląg)
- 1248 - Reval (Tallinn)
- 1250 - Greifswald
- 1253 - Damgarten
- 1254 or 1258 - Memel (Klaipėda)
- 1255 - Kolberg (Kołobrzeg)
- 1260 - Dirschau (Tczew)
- before 1263 - Gdańsk (Danzig), the name used there was e.g. Danceke
- 1282 - Wolgast
- 1282 - Wilster
- 1284 - Braunsberg (Braniewo)
- 1302 - Wesenberg (Rakvere)
- 1310 - Stolp (Słupsk)
- 1310 - Neustettin (Szczecinek)
- 1312 - Rügenwalde (Darłowo)
- 1313 - Pollnow (Polanów)
- 1317 - Schlawe (Sławno)
- 1343 - Zanow (Sianów)
- 1345 - Narwa (Narva) (until 1585)
- 1585 - Hapsal (Haapsalu)
- 1613 - Bergen auf Rügen
- Wismar